# Selàndia
|  | Per a altres significats, vegeu «regió de Selàndia». |

Selàndia (o Sjælland en danès) és l'illa més gran de Dinamarca situada entre el mar del Nord i la mar Bàltica. Té una extensió de 7.031,02 km² i una població de 2.571.406 persones (2022). Està separada de l'illa de Fiònia per l'estret conegut com el Gran Belt (Storebælt) i de la regió sueca d'Escània per l'estret d'Øresund, aquests dos estrets comuniquen el Bàltic amb el Kattegat al mar del Nord.
És la tretzena illa més gran d'Europa per àrea i la quarta més poblada. Està connectat amb Sprogø i Fiònia pel Pont del Gran Belt i amb Amager per diversos ponts a Copenhaguen. Indirectament, a través de l'illa d'Amager i el pont de l'Øresund, també està enllaçada amb Escània a Suècia. Al sud, el pont de Storstrøm i els ponts de Farø el connecten amb Falster, i més enllà d'aquesta illa amb Lolland, des d'on es preveu el Túnel de Fehmarn Belt fins a Alemanya.
La capital de Dinamarca, Copenhaguen (en danès København) està parcialment situada a la costa est de Sjælland i parcialment a l'illa d'Amager. Altres ciutats importants de l'illa són Roskilde i Helsingør.
Administrativament, Selàndia es divideix entre dues regions daneses: l'àrea metropolitana de Copenhaguen i Selànda del Nord pertanyen a la Regió de la Capital, mentre que la part principal i més rural de l'illa pertany a la Regió de Selàndia.

## Etimologia
L'origen del nom danès Sjælland no es coneix exactament. Sjæl en danès modern significa "ànima", una derivació de siô / sæ (que significa "llac" o "mar") ha estat, però aquesta interpretació es pot excloure. Tanmateix, avui una hipòtesi comuna és que el danès antic formen Siâland es basa en la paraula * selha- amb la terminació * wundia-. Aquest últim significa "indica, s'assembla". La paraula * selha- pot tenir dos significats diferents: "segell" (en danès modern sæl) o "badia profunda, fiord". Atès que Roskilde és un assentament important i antic de Selàndia, accessible per mar a través de l'estret fiord de Roskilde (ramificat des de l’Isefjord), s'ha suposat que els mariners van batejar l'illa amb aquest nom.
La forma anglesa es pot prendre en préstec de la forma alemanya Seeland. Aquestes formes podrien basar-se en la suposició que la primera part significa mar o llac (See alemany), o simplement podrien basar-se en una forma danesa alternativa del nom, Sælland, que era comuna fins al segle xix.
Nova Zelanda rep el nom de la província holandesa de Zelanda I no de l'illa danesa.

### Djævleøen (Illa del Diable)
Selàndia és coneguda com Djævleøen (Illa del Diable) per molts danesos, però especialment pels juts. Hi ha dues hipòtesis sobre l'origen del terme. Una explicació seria la Djævleø (Illa del Diable), una illa davant de la costa de la Guayana Francesa a Amèrica del Sud que va ser utilitzada com a colònia penal francesa amb un clima insalubre. Una altra explicació seria que els mateixos Selandesos s'han referit a Amager com l'Illa del Diable (Djævleøen), l'Illa de l'Excrement (Lorteøen) i l'Illa de la Gasolina (Benzinøen) durant molts anys. Aquesta designació després es va estendre per tota Dinamarca.

## Geografia

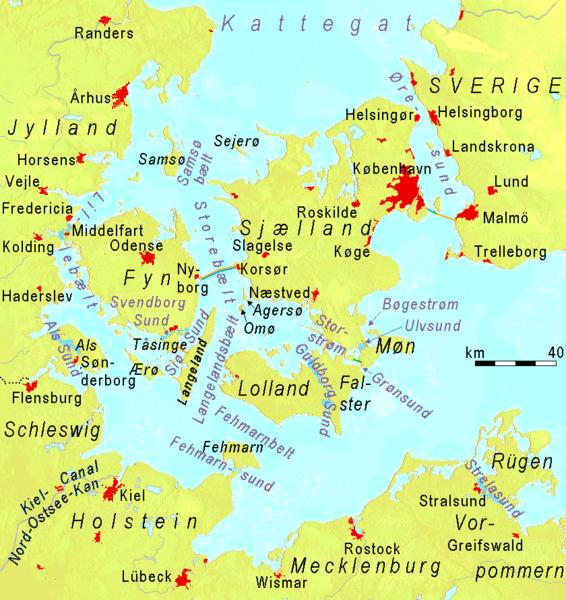
L'illa de Selàndia (Sjælland) i l'estret danès entre Dinamarca i Suècia, connectant la mar Bàltica –a la dreta– i l'oceà Atlàntic.

La costa és en general baixa i sorrenca amb algunes excepcions en forma de penya-segats calcaris com per exemple els de Stevns Klint. L'illa està formada per un conjunt de terres amb turons amb nombroses valls d'origen glacial en forma d'U i restes d'antigues morrenes. El punt culminant de l'illa és el Gyldenløves Høj amb 125,5 metres d'altura, però una part de l'altura és deguda a una estructura construïda per l'home a finals del segle xvii, sense aquest afegit l'altura seria de 121,3 m. El punt natural més elevat de l'illa és el turó de Kobanke de 122,9 metres, al municipi de Faxe, al sud de la ciutat de Rønnede. A Selàndia hi ha tres dels llacs més grans de Dinamarca, l'Arresø, el més gran del país, l'Esrum, el primer per volum d'aigua i el Tissø.
Administrativament, l'illa de Selàndia està dividida entre dues regions, la Regió de Hovedstaden i la Regió de Sjælland, ambdues amb territoris fora de l'illa. Selàndia és l'illa danesa més poblada. Té forma irregular i es troba al nord de les illes de Lolland, Falster i Møn. La petita illa d'Amager es troba immediatament a l'est.
Copenhaguen es troba principalment a Selàndia, però s'estén pel nord d'Amager. Diversos ponts i el metro de Copenhaguen connecten Selàndia amb Amager, que està connectada amb Escània a Suècia pel pont de l'Øresund a través de l'illa artificial de Peberholm. Selàndia s'uneix a l'oest amb Fionia, per l'enllaç fix del Gran Cinturó, i Fionia està connectada per ponts amb la part continental del país, Jutlàndia.
El 5 de juny de 2007, la filial regional de l'emissora nacional DR va informar que Kobanke al sud-est prop de la ciutat de Rønnede al municipi de Faxe, amb una alçada de 122,9 m, era el punt natural més alt de Selàndia. Gyldenløveshøj, al sud de la ciutat de Roskilde, té una alçada de 126 m, però es deu a un turó fet per l'home del segle xvii i el seu punt natural més alt és de només 121,3 m.
Selàndia dona nom a l'era selandiana del Paleocè.

## Ciutats i pobles
Àrees urbanes amb més de 10.000 habitants:
| #  | Àrea urbana       | Municipi                  | Població  |
| -- | ----------------- | ------------------------- | --------- |
| 1  | Copenhaguen       | Múltiples                 | 1.213.822 |
| 2  | Roskilde          | Municipi de Roskilde      | 47.828    |
| 3  | Helsingør         | Municipi de Helsingør     | 46.368    |
| 4  | Hørsholm          | Múltiples                 | 45.865    |
| 5  | Næstved           | Municipi de Næstved       | 41.857    |
| 6  | Køge              | Municipi de Køge          | 35.295    |
| 7  | Taastrup          | Municipi de Høje-Taastrup | 32.719    |
| 8  | Slagelse          | Municipi de Slagelse      | 32.133    |
| 9  | Hillerød          | Municipi de Hillerød      | 30.570    |
| 10 | Holbæk            | Municipi de Holbæk        | 27.195    |
| 11 | Ringsted          | Municipi de Ringsted      | 21.412    |
| 12 | Ølstykke-Stenløse | Municipi d'Egedal         | 20.984    |
| 13 | Birkerød          | Municipi de Rudersdal     | 19.919    |
| 14 | Måløv-Smørumnedre | Múltiples                 | 19.143    |
| 15 | Farum             | Municipi de Furesø        | 18.422    |
| 16 | Kalundborg        | Municipi de Kalundborg    | 16.303    |
| 17 | Lillerød          | Municipi d'Allerød        | 15.795    |
| 18 | Frederikssund     | Municipi de Frederikssund | 15.602    |
| 19 | Solrød Strand     | Municipi de Solrød        | 15.159    |
| 20 | Korsør            | Municipi de Slagelse      | 14.538    |
| 21 | Værløse           | Municipi de Furesø        | 12.842    |
| 22 | Frederiksværk     | Municipi de Halsnæs       | 12.191    |
| 23 | Vordingborg       | Municipi de Vordingborg   | 11.643    |
| 24 | Hedehusene -Fløng | Municipi de Høje-Taastrup | 11.345    |
| 25 | Haslev            | Municipi de Faxe          | 11.201    |

## Transport
Des de la construcció del Pont del Gran Belt i després del pont d'Øresund, les mercaderies i les persones poden passar de Suècia a Alemanya, passant per Selàndia i Jutlàndia, sense utilitzar cap mitjà de transport marítim. Selàndia s'inclou també en les vies de trànsit cap a l'accés marítim als ports alemanys del Bàltic (Rostock, Kiel, Lübeck). Des del 2015 s'està construint un túnel mixt (ferrocarril i carretera) cap a Puttgarden, a Alemanya, al sud de Selàndia (des de l'illa de Lolland): l'enllaç fix del cinturó de Fehmarn.

### Ponts
- A l'est, el pont d'Øresund, un pont ferroviari i de peatge, uneix Copenhaguen amb Malmö a Escània (Suècia) des del juliol de 2000.

- A l'oest, la Great Belt Connection, també de peatge, ferrocarril i carretera, uneix les illes de Selàndia i Fiònia des de 1997.

- Al sud, el pont de Farø, un pont de carretera lliure, connecta l'illa de Selàndia amb la de Falster, a través de l'illa de Farø.

- Els ponts ferroviaris i de carretera de Storstrøm i Masnedsund també connecten Selàndia amb Falster a través de l'illa de Masnedø.

### Carreteres
L'illa està travessada per un dels més grans eixos d'autopistes a Escandinàvia, la ruta europea E47 d’Hamburg a Copenhaguen.

### Ferrocarril
Els trens internacionals d'Hamburg a Copenhaguen passen per Selàndia.
Ringsted és un nus ferroviari on es troben la línia de Copenhaguen a Rødby i la línia de Copenhaguen a Fiònia.

## Megalitisme
A l'illa de Selàndia hi ha diversos Menhirs (generalment de mida modesta), inclosa Troldbykærling; l'illa és també la llar de nombrosos túmuls i dòlmens.

## Història
Els danesos tribals provenien de Selàndia i Escània i parlaven una forma primerenca del germànic del nord. Els historiadors creuen que abans de la seva arribada, la major part de Jutlàndia i les illes més properes van ser poblades per juts tribals. Els juts van emigrar a la Gran Bretanya finalment, alguns com a mercenaris del rei britònic Vortigern, i se'ls va concedir els territoris del sud-est de Kent, l'illa de Wight i altres zones, on es van establir. Més tard van ser absorbits o netejats ètnicament pels invasors anglesos i saxons, que van formar els anglosaxons. La resta de la població de juts a Jutlàndia es va assimilar als danesos que s'hi van establir.
La Llei Selandesa governada de Valdemar va ser un codi civil promulgat al segle xiii. Abans de l'adopció de les lleis de Jutlàndia, Selànda i Escània, no hi havia hagut una uniformitat de lleis als assentaments de Dinamarca. Ringsted i més tard Roskilde van ser els primers centres polítics i religiosos importants de l'illa, un paper que després va assumir Copenhaguen. Altres centres religiosos importants abans de la Reforma van ser l'Abadia de Sorø a Sprø i l'Abadia d'Esrom a Rsrum. Amb la seva ubicació estratègica a l'entrada de l'Øresund, especialment després de la construcció del castell de Kronborg i la introducció de Sound Dues, Helsingør es convertiria més tard en la ciutat i el port més important fora de Copenhaguen.
La major part del nord de Selànda va ser durant segles, començant a finals del segle xvi, propietat de la corona i utilitzat principalment com a domini reial de caça. Les cases pairals locals van tenir un paper central en l'economia de la resta de l'illa.
Els primers centres industrials fora de Copenhaguen van incloure Mølleåen amb els seus molins d'aigua, la fàbrica d'armes de Kronborg a Hellebæk, les obres de Frederick de Johan Frederik Classen a Frederiksværk i la fàbrica tèxtil Køng de Niels Ryberg a Vordingborg. Parts substancials de la part més meridional de l'illa es trobaven a la part del segle xviii del districte de cavalleria de Vordingborg.
Els primers ferrocarrils de l'illa van ser construïts pel Det Sjællandske Jernbaneselskab (1847-1888). El primer tram es va obrir entre Copenhaguen i Roskilde el 1847.

## Mitologia

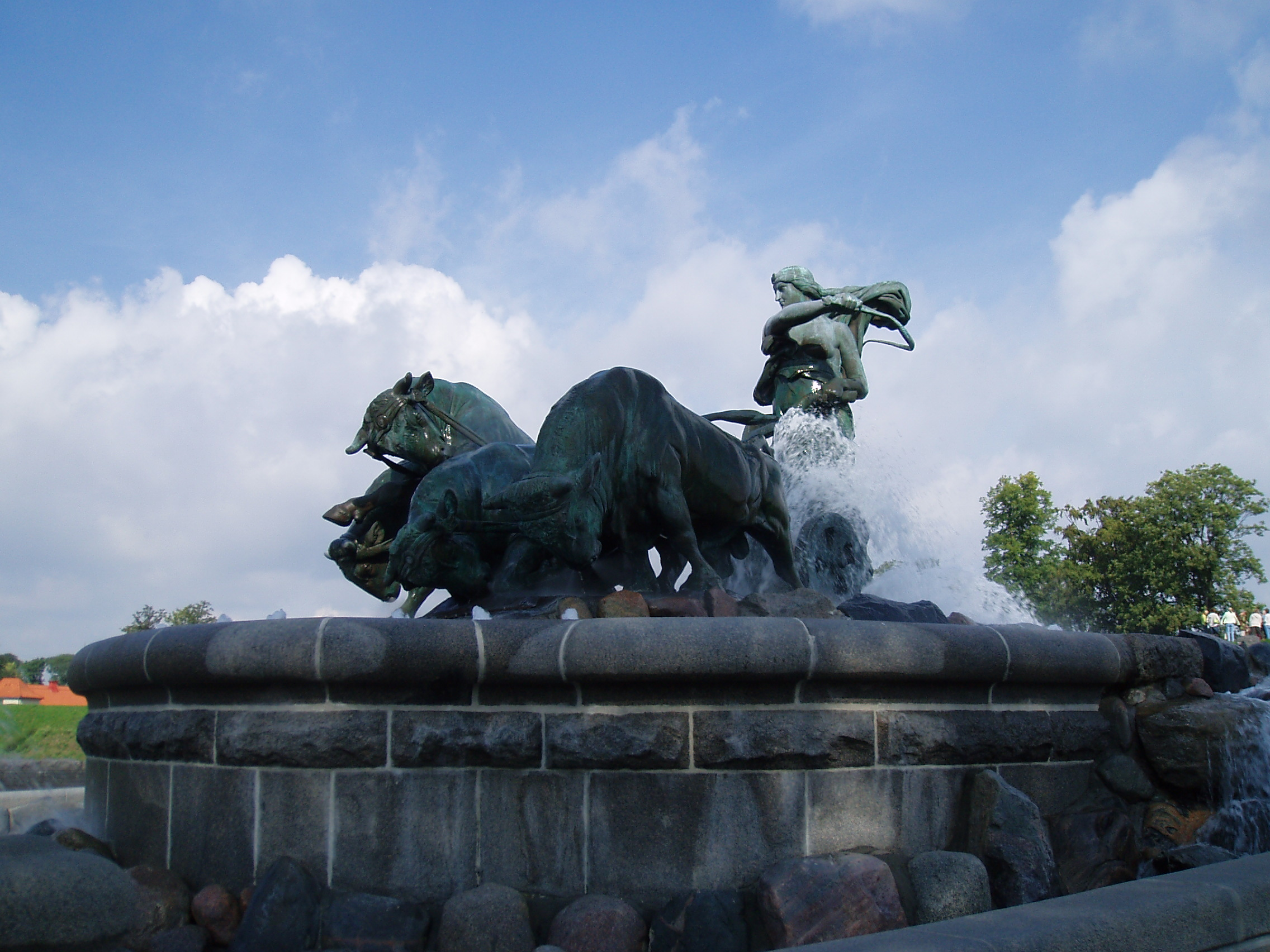
Gefion tallant Selàndia de Suècia.

Segons la mitologia nòrdica, l'illa de Selàndia va ser creada per la deessa Gefjon. A l'Edda prosaica i a la saga Heimskringla s'explica que la deessa va arrencar amb la seva arada terres del rei suec Gylfi, i amb elles va formar l'illa, el lloc on es van extreure les terres va ser ocupat pel llac Mälaren. Tanmateix, com que els mapes moderns mostren una similitud entre Selàndia i el llac suec Vänern, de vegades s'identifica com el forat deixat per Gefjun. Gefjun és reina del rei Skjöldr, avantpassat homònim dels Scyldings, relacionat amb el debat etimològic.